# Mongetada
La mongetada (norme classique), ou mounjetado (graphie mistralienne), est une variante du cassoulet (de l'occitan mongeta, le haricot) qui se consomme dans plusieurs départements du Sud-Ouest de la France.

## Mets festif
Il s'agissait à l'origine d'un plat de haricots cuisiné avec des restes de viande. C'est aujourd'hui un plat festif avec du porc et du canard gras. La mongetada est, par excellence, le plat servi par les comités à l'occasion des fêtes des petits villages, ou bien lors des fêtes votives. Il en existe plusieurs variantes en fonction des départements.

## La confrérie des tasto-mounjetos
Cet aspect festif a été promu par la Confrérie pacifique et souveraine des tasto-mounjetos du Comminges. Créée dans le premier trimestre 1964 à Saint-Gaudens, elle réunit amateurs et personnalités. Son succès permit, lors de la réunion du 18 novembre 1983 à Noé, de lui donner 7 chancelleries locales et autonomes. (Ariège – Carbonne – Montréjeau – Muret – Saint-Gaudens – Salies-du-Salat – Toulouse). Leur activité a été telle que la Confrérie pacifique et souveraine des « Tasto-Mounjetos » a déposé un dossier auprès du gouvernement français pour que la mounjetado soit reconnue au titre du « patrimoine immatériel de l'humanité » par l'Unesco.

## Ingrédients
Ce mets est élaboré à base de haricots secs coco de Pamiers. S'y ajoutent du travers de porc (coustellou), un talon de jambon, des morceaux de couenne, des gousses d’ail, de la saucisse de foie sèche, de la saucisse fraîche, du saucisson de couenne, des cuisses de confit de canard, des tomates, des oignons, de l'huile d'olive, du sel et du poivre.
Le critique gastronomique, Frédéric Zégierman, explique qu'« il faut intercaler légumes, haricots et viandes dans un plat en terre cuite, tapissé de couenne puis laisser mijoter au moins trois heures. Les charcuteries ne sont ajoutées qu'une demi-heure avant la fin de la cuisson. Important : ne jamais remuer les haricots, mais agiter le pot. Servir chaud ».

## Accord mets/vin
Comme pour son cousin, le cassoulet, ce mets s'accorde avec de nombreux vins rouges du Sud-Ouest ou du Languedoc-Roussillon. Il est parfait avec un madiran, un côtes-du-marmandais, un béarn, un buzet, un cahors, un coteaux-du-quercy, un corbières, un fitou, un malepère ou un cabardès.